# Hedysarum kuhitangi
Hedysarum kuhitangi är en ärtväxtart som beskrevs av Antonina Georgievna Borissova. Hedysarum kuhitangi ingår i släktet buskväpplingar, och familjen ärtväxter. Inga underarter finns listade i Catalogue of Life.